# 安东会战
安东会战（1946年10月—1946年11月），是东北战场国军进攻辽东解放区的一场战役。

## 战前态势
1946年8月下旬，国军发动热河攻势，第十三军相继攻占承德（8月29日）、隆化（8月31日）、围场（10月8日）、赤峰（10月11日）、多伦（10月12日），与傅作义部队闪击晋察冀边区首府张家口达成了战略协同。第十三军甚至推进到赤城、崇礼，与张家口的傅作义部会师。中共晋察冀党政军单位退入太行山老根据地；中共冀热辽的党政军单位退到林西。东北战场和华北战场的国军完全连为一体。
东北保安司令长官杜聿明根据蒋介石“对安东方面迭次进犯之匪，应予集结主力而痛击之，并尽进展可能，予以迫击歼灭之”的手令，制定了国军在东北实施“先南后北，南攻北守”的战略。东北国军经过四个月的调兵、休整，于1946年10月初，部署重兵开始向南满进攻。首先是打通沈吉铁路，以驻铁岭的新六军新22师、驻抚顺县营盘（今属章党镇）的第五十二军第195师、驻梅河口的新一军新30师3个师的兵力分路出击，发动了打通沈海（龙）铁路作战。1946年10月2日，东北民主联军第三纵队在辽东军区独立第2师（即“杨靖宇支队”）、辽宁军区保安第3旅协同下，冒雨奔袭四平街、梅河口等地。10月4日，第三纵队攻克西丰县城，歼灭青年军第207师工兵营、第5团（欠1个营），使其侧后和南北联系受到严重威胁。驻铁岭的新六军新22师车运至开原，10月7日会同驻西安县南下的青年军第207师一部，重占西丰县城。驻抚顺县营盘的第五十二军第195师、驻海龙县的国军，沿沈海铁路南北对攻，10月8日占领清原县；10月10日占领山城镇，打通了沈吉铁路。小丰满的水力发电可以直输沈阳。为沿沈吉铁路从松花江东迂回哈尔滨或向通化、安东进攻创造了便利的铁路运输线。
杜聿明的战略计划是分三步走：第一步是以辽南的新六军、第五十二军，乘当面共军兵力薄弱，快速攻势拿下安东市。然后整个辽南的广大地域南与旅大苏联驻军相邻，东至黄海海岸无需兵力防守，隔鸭绿江与朝鲜对峙，可以大大节约兵力；第二步再以新六军、第五十二军、青年军207师共3个军的兵力占领辑安、临江，彻底肃清南满的共军；最后从长春的新一军、永吉的第六十军、四平的第七十一军等部抽调部队，以五个军的兵力从吉林市右勾拳迂回攻占哈尔滨。
1946年10月中旬，蒋介石亲临沈阳，确认了在东北实行“南攻北守，先南后北”的战略方针，集中兵力企图吃掉南满共军与解放军，然后集中全部兵力进攻北满，以独占东北。国军5个师全部压向安东、通化两市。国军史称“安东会战”。国军集中主力部队的8个师34个团约10万人（不含保安警备部队）向通化、安东、辽南实施宽大正面进攻，企图将南满共军主力压缩围歼于凤城县、宽甸县、安东市区，夺取整个南满解放区。为防止在梅河口、柳河当面的东北民主联军第三纵队南下增援安东，进攻安东的国军必须“出敌意外”、迅速前进、速战速决、在共军三纵达到前结束战役，再转用兵力各个击破。杜聿明严令必须在10月27日之前“光复”安东市，并部署美械精锐第195师（师长陈林达）在新宾予以牵制。杜聿明部署为：
- 第五十二军沿沈阳至安东铁路及平行公路推进，从连山关至安东约110km，预计共军第四纵队会在连山关、摩天岭、凤城节节抗击。
- 新六军从海城出发，经析木城、岫岩、凤城至安东。沿途有日满修建的良好公路长约160km，其中至凤城130km。新六军的机动性强于第五十二军，预计两军会在凤城会师。新六军应先派出一部攻占盖平县城，掩护右翼安全。

东北民主联军总部要求辽东军区采取集中兵力、各個击破的作战方针，求得在运动中或以围城打援战法，歼灭国军薄弱或孤立部队，迫使国民党军处于被动地位，不能向通化方向进攻。辽东军区遵照上述指示，决定以第三纵队、第四纵队各一部分别钳制清原县、梅河口、本溪市等地国军，集中两个纵队主力先打由清原县向新宾县钻隙深入、侧翼暴露、援助较少的第五十二军第195师一部。如果第195师主力由清原县南下，则将其在运动中歼灭，然后再向清原县、抚顺市之间出击。根据国民党军被调动的情况，视情况打击进犯柳河县的国军。
东北民主联军第三纵队在四平保卫战失利后，东撤到桦甸、辉南休整，在新宾县永陵、通化市、柳河县地区参加通化保卫战，打击国军之左路部队。
东北民主联军第四纵队部署为：
- 纵队副司令员韩先楚率领第10师、第11师第32团在永陵、新宾配合第三纵队作战，寻机歼敌。
- 纵队司令员胡奇才率领第11师（欠第32团）、纵队直属炮兵团、辽东军区警卫团，在本溪县小市、凤城县赛马集一带山区，抗击第25师主力，配合沈吉线、安奉线作战
- 第12师在安奉线的连山关、摩天岭以北地区设防，正面抗击敌第2师沿安奉线进攻凤城、安东，争取时间掩护安东市区的资财转运及主力集结。

## 战役经过
10月14日，东北民主联军第四纵队第10师、第11师第32团附炮兵一部，由本溪县草河口兼程北上。当他们赶至新宾县永陵以南地区时，东北保安司令长官部直接指挥的第195师已经占领永陵、新宾县、柳河县、辉南县金川、辉南县一线。10月15日，第四纵队第10师乘国军立足未稳之际，将其1个团包围压缩在永陵城内，歼其一部。与此同时，辽宁军区保安第3旅一部于永陵以东地区打击由新宾县来援之国军，第三纵队于柳河县以南地区分兵对付梅河口、山城镇诸路之国军。但是，由于兵力薄弱，共军最后被迫撤出战斗。
10月17日，第四纵队第11师（欠第32团）、辽东军区警卫团主力、炮兵团一部，攻占本溪县小市，击溃第五十二军第25师1个团。
永陵战斗、小市战斗等作战，均因未彻底集中绝对优势兵力，而未能全歼国军一部。
10月18日，根据南满攻防态势，林彪、彭真致电辽东军区司令员兼第一政委萧华、辽东军区副司令员兼三纵司令员程世才：“......如我不集中兵力，向敌进行各个击破的作战，而采取分兵把口、单纯防御的方针，则不仅不能对付敌有计划的大进攻，且不能打击敌之蚕食政策，则我兵源区及战场日益缩小，其前途是非常危险的......”10月19日，林彪、彭真致电萧华、程世才：“十师、十一师两个战斗【按：永陵战斗、小市战斗】虽然胜利，但仍未打好，没有全部歼灭敌人，可见你们仍未实行集中优势兵力（应该为五六个团围攻一个团，不应该用三个团打一个团），采取包围迂回和控制足够部队打敌增援部队的作战方法，如不实行此办法，则多只能打成击溃战而不可能打一个好的歼灭战。南满三、四纵队今后应很好的研究毛主席战略学第五章，及总部前后作战指示，要在思想上彻底解决集中兵力的思想，要彻底反对分兵把口的挨打方针，和分散兵力打击溃战的方针。”10月19日，林彪、彭真致电中央军委：“......在作战方针上，目前阶段上，不采取打大的防御战和进攻大的驻止的敌人，而采取集中兵力打中、小规模的运动战，着重歼灭敌人的有生力量，以保持中小城市与广大农村，造成敌人处于如过度分散则被我各个歼灭，如过度集中则广大地区落在我军控制之下的矛盾中......”“面对国民党军的大举进攻，10月19日，东北局致电辽东军区萧华、程世才、江华等领导人......强调要研究毛泽东的战略战术，‘必须集中兵力，选择有利目标各个歼灭敌人，这才是胜利的根本道路’”。10月20日，林彪又致电辽东军区：“你们应一心一意集中兵力打运动战，每次用八九个团打敌一个团（可用四五个团左右的兵力担任直接进攻，以其余部队放在周围防止敌突围，打敌增援）。”
1946年10月19日，国军中路兵团中央纵队的第2师第5团、第25师75团由桥头沿安奉铁路攻击南芬、下马塘；右翼纵队第2师（欠第5团）攻击河栏、甜水；左翼纵队第25师（欠第75团）攻占小市。
10月19日，第四纵队司令员胡奇才按照辽东军区司令员兼政委肖华的命令，率领第11师连夜抄小路返回赛马集。胡奇才决心以第11师（欠第32团）一部在分水岭（今兰河峪乡最南）阻敌第25师主力从碱厂向赛马挺进，以保证第12师（欠第35团）、第四纵队直属队转入赛马集地区集结。四纵12师从安奉铁路沿线向赛马地区集结，准备在赛马东北部与第11师主力会合。
10月20日拂晓，第四纵司令员胡奇才在赛马集的第11师司令部收到辽东省委第二书记、军区第二政委江华发来的电报，中路敌军（第2师主力于10月19日）突破了辽阳县牛蹄崖、河栏沟的防御，逼近连山关、摩天岭主阵地，故命令四纵11师31团速去草河口阻击来自连山关沿安奉铁路推进的敌军。如果执行这个命令，将使四纵的兵力更加分散（此时四纵的三个师分别在新宾、赛马集、连山关，分兵据敌，相距一百公里以上）。由于担心部队过于分散，敌25师攻占赛马集后直插宽甸，把四纵主力与安东地区的后方机关单位压在安奉铁路，安东市区将难保，胡奇才未执行江华的命令分兵，而是命令第31团于20日当天火速抢占分水岭，阻击自东北方向碱厂进攻赛马集的敌第25师，掩护纵队主力转移、集结于赛马集；同时向辽东军区报告了他的顾虑，并命令第12师坚守摩天岭阵地，迟滞中路敌人推进，为辽东军区后方机关单位转移到北朝鲜争取时间。20日第25师主力（欠第75团）从小市出发占领了田师傅。10月20日傍晚，第四纵队司令员胡奇才遵照肖华的电示，从赛马集的第11师司令部赶到在通远堡的纵队司令部，与纵队副政委兼政治部主任欧阳文、参谋长李福泽及机关人员召开紧急会议，讨论了两个作战方案：
- 第一个作战方案，按照辽东军区指示，第四纵队第11师、第12师分兵扼守现有阵地，节节抗击国民党军的进攻。作战目的是争取时间，掩护辽东军区机关及后方物资安全转移到北朝鲜，在安奉线上选择有利时机、有利地点歼敌一部分，迟滞敌人的进攻。在完成阻击任务后，向东转移。
- 第二个作战方案，不在安奉线恋战，立即把第四纵队第11师、第12师主力集中靠拢，寻找时机，打一个歼灭战。最低作战目标，歼灭国民党军1个团。这就要求第12师除留1个团阻击中路国民党军，其余部队立即向第11师方向靠拢。然后集中第四纵队主力，选择便于第四纵队机动、背靠第三纵队控制区域的有利地形，全力打击对辽东军区威胁最大的中路第25师。如果这样能奏效，南满战局就将发生有利于共军的变化。

经过反复比较、权衡利弊，会议认为第二作战方案比较稳妥可靠。“战场上的时间刻不容缓，必须当机立断，我当即拍板，决定按第二个方案部署部队下一步的行动。”当晚第四纵队政委彭嘉庆在安东市区开会未回，胡奇才将以运动战调动敌25师，相机集中兵力歼灭之的方案电话告知彭，彭表示同意，并于次日赶回了纵队司令部。20日当晚，胡奇才在通远堡纵队司令部接到辽东军区转来林彪关于集中兵力打歼灭战的电报：“你们应一心一意集中兵力打运动战，每次用八九个团打敌一个团（可用四五个团左右的兵力担任直接进攻，以其余部队放在周围防止敌突围，打敌增援）。”看了林彪的这个电报，胡奇才对自己上午未执行江华关于分兵的电报、心里的那块“有违军令”的石头也落了地。
10月21日，杜聿明部署的安东会战正式开始。国军部署使用6个师（共军的史料记载为8个师，还包含新一军新30师和新六军新22师），平均三等份，归三个指挥官指挥：
- 右翼军（南路）：由新六军军长廖耀湘指挥第14师、第六十军第184师的2个师，10月20日沿中长路南下，攻击大石桥、盖平、普兰店。10月21日晨新22师进攻析木城，遭共军辽南军区独立第一师固守，廖耀湘派第14师一个加强团从南侧迂回，10月22日攻占析木城。10月23日新六军主力向岫岩、黄花甸进发，当日黄昏进占。10月24日分3路向凤城、鸡冠山、通远堡前进，当日进占并与第五十二军部队会合。10月25日只派出一个汽车装载的步兵营在装甲汽车支援下和第五十二军部队一起进占安东市。10月26日分4个纵队进占沿海各城镇：10月26日占大孤山、青堆子，27日占庄河，28日占貔子窝，29日占城子疃。
- 中央攻击军（中路）：由第五十二军军长赵公武指挥，辖第2师、第25师共2个师，沿安奉路，攻击摩天岭、连山关、凤凰城、安东市以至左面的宽甸。分成独立的3路纵队：
  - 第2师（欠第5团）为右纵队，由大安平出发集结在亮甲山（位于河栏镇以北的村庄），10月20日攻占河栏沟与甜水站，守军为第四纵队第12师第36团一营。10月21日以全力仰攻摩天岭（本溪县与辽阳县交界处的连山关至鞍山辽阳公路的越岭段，守军为第四纵队第12师3个营）[13]。10月25日，杜聿明对合众社记者说：东北“冬季气候对国军有利，因他们的防寒衣着装备，远较中共军为佳。”[14]10月26日，第25师回师进攻赛马集，于26日午后到了赛马集西南30里的双岭子，并向河南堡子、马房子攻击。10月26日，东总再次致电辽东军区：“自敌进攻以来，你们打的尽是击溃战，或被敌击退。这种仗就会使士气越打越低，使敌越加猖狂。你们使用的兵力没有达到绝对优势，而又未断敌后路，故形成这种结果。望你们坚决实行六至九个团打敌一个团的方针......只有这样才能改变辽东形势。”[15]

10月25日国军进占安东市后，转入会战第三阶段，分兵进占黄海沿岸各城镇。
10月27日，东北局派出副书记陈云、东北民主联军副司令员萧劲光离开哈尔滨出发去南满，改组辽东的党、军领导。
10月27日午夜24时，军部转长官部急电，命安东市第2师派一部驰援宽甸解围。副师长胡晋生率第6团及直属部队一部，奔袭宽甸县城，缴获共军第四纵队的后勤基地大批物资。
10月28日第25师在赛马集休整一日。中路第五十二军军长赵公武意图寻机与安东市区北撤的共军在鸭绿江边决战，致电第25师：东北保安司令部已令地方保安队接防赛马集，第25师应立即经灌水迅速向宽甸县城攻击前进，钳制东北民主联军，使第五十二军主力攻击奏效。当日，第25师师直搜索连、各团搜索排发现赛马集以东有共军活动，但是对第四纵队第12师的隐蔽集结和第10师南返毫无察觉，判断当面只有第11师残部的节节抵抗，因此对战场形势看法乐观，急不可耐指挥所部向宽甸方向攻击前进。
10月30日下午，第25师追击诱敌的第11师一部，进入靉阳边门盆地。四纵司令部进驻叆阳边门东山以东北的“小边沟”。胡奇才、彭嘉庆认为，敌第25师孤军深入到新开岭、叆阳地区，其他各路国民党军与其距离较远，难以迅速增援；第25师在小市、分水岭、赛马集、双岭子遭受连续打击，往返奔波，甚为疲劳；第四纵队集中8个团的兵力，形成三倍于敌的优势，部队士气高涨；新开岭、叆阳地形有利于围歼战，第四纵队掌握着作战主动权，决定全力歼灭敌25师。10月30日夜，第25师遭四纵彻夜猛烈围攻，拼命抵御，双方战斗胶着，互无进展。
四纵副司令员韩先楚率领第10师，从本溪县碱厂等地出发，经17小时130余里行军于30日21时赶到叆阳边门东北的柏林川地区集结。但第10师炮兵营因绕路尚未到达。四纵副司令员韩先楚所乘吉普车翻了车，10月31日凌晨才赶到小边沟的第四纵队指挥所。
10月30日，即第25师冒进至新开岭之日，毛泽东看到了南满的战机，再次要求集中兵力打歼灭战，以扭转南满局势。10月30日，中央军委致电林彪：“南满方面敌很分散，我须集中十几个主力团一起行动，每次歼敌一个团左右，打几个好仗转变战局。你们部署如何？” 
10月31日上午，李正谊接杜聿明电：“已令新二十二师主力急运草河口，前往增援。” 李正谊认为白天有空军支援，只要坚守一日，援军即可到达，决心原地固守。10月31日5时，四纵兵分三路向敌25师发起总攻击。与此同时，辽东军区副司令员兼三纵司令员程世才、辽东军区副政委兼三纵政委罗舜初、三纵副政委兼政治部主任唐凯致电林彪、彭真、陈云：“......总部规定集中兵力数倍完全正确，否则是打不好仗的......整个南满形势处于被动，兵力不集中，不能完全集中八、九个团去对付敌人，且主力不充实，后勤机关庞大，安置均有困难......”同日（10月31日），林、彭、陈致电辽东军区司令员兼第一政委萧华、第二政委江华、程世才、罗舜初：“......只要没有物资需要掩护，则敌人要占什么地方就让他占（如通化）。只有这样才能完全成为主动，才能各个歼灭敌人，才能使敌人的力量每次整个失掉一股，而我军能在战斗中以俘虏补充伤亡，使敌人越打越小，我越打越大......”
11月1日，国军援军从三面逼近战场：第七十一军第91师，占领桓仁县之后向南推进；第五十二军第2师，占领凤城县、安东市之后向北推进；新六军新22师附坦克装甲车一部，接近凤城县赛马集以南的双岭子，直接威胁第四纵队侧后安全。11月1日夜，纵队领导开会研究下一步作战。胡奇才、彭嘉庆分析形势，认为战场形势仍对第四纵队有利。如果能迅速攻克战场北侧制高点老爷山，就完全取得戰场上的主动。胡奇才说：敌人的退路已被我十一师、十二师切断，就整个战局来说，是两面已成，一点未下；在几天战斗中，我军伤亡很大，但敌比我伤亡更大；我有困难，敌比我更困难；只要我坚持最后五分钟，老爷山一定能攻下。彭嘉庆政委说：“这一仗必须打胜！只有胜利，才能挫败敌人的锐气，打乱它的进攻计划，才能保住自己，消灭敌人。不然，我们南满以后的处境就会更困难。”最后决定贯彻既定作战方针，争取在新22师到达之前迅速解决战斗，因此决定四纵投入战役预备队第30团（欠固守叆阳边门东山的第1营），调动所有炮兵，集中火力，掩护第10师强攻老爷山；第11师、第12师从侧后发起进攻，积极配合第10师作战。纵队司令员胡奇才下到第10师位于老爷岭北山（514.6高地，可对海拔391.7米的老爷岭居高临下俯视）的师指挥所，纵队副司令员韩先楚下到纵队炮兵团组织炮火。11月2日拂晓，四纵全线发起进攻，至上午8时30分攻克了老爷岭。第25师全盘崩溃，向南404高地方向突围，被第11师截回；转而向西的潘家堡子方向突围，又被第12师堵击。最后压缩在黄家堡子以西河套内全歼。张晴光记述第25师最后覆没时刻：“四面山上的共军，看到二十五师部队已经溃乱，共军乘此以轻重机枪、迫击炮无目标的乱打乱射，共军部队跟踪放胆追击。此时我部官兵乱成一团，指挥系统亦断，各级指挥官对下多失去掌握，不能组成一个抵抗线或固守点，百战雄师的二十五师就如此的覆没了！！！”四纵以1800人负伤、第10师第28团参谋长李书轩、第10师作战科副科长段然等328人牺牲的代价，全歼第25师8000余人，俘师长李正谊少将、少将副师长黄建庸、少将副师长段培德、第73团团长李公言、第74团团长董魁武少将、第75团团长赵振戈（军长赵公武胞弟）等6200余人，毙伤2100余人，缴获步枪、冲锋枪、短枪等共2617支，轻重机关枪270挺，山炮10门、机关炮7门、迫击炮和速射炮等100门，汽车3辆，装甲车4辆，电台13部，各种弹药100余万发。在押解途中黄建墉、赵振戈逃脱。赵振戈被再次捕获后，被处决。“唯有担任师预备队的七十五团梁凤彩营长，带着仅有的一个连和七十四团数百官兵”在数辆轮式装甲车的掩护下突围。戰後，第25師第75團第1營營長梁鳳彩在草河口收容突圍官兵，5天後收容2500餘人。以1个警备团、5个保安大队、新六军1个补充团为基础，重建了第25师，以第五十二军第2师副师长胡晋生（湖南常德人，黄埔五期步科一队，1948年2月在鞍山被俘）继任师长。
援军新22师闻讯第25师被歼后，2天未干前进，使得四纵从容打扫战场、处理俘虏。第195师也在通化止步，停止向辑安、临江急进。
新开岭战役同时，通化方向的东北民主联军第三纵队、辽东军区独立第2师，歼灭左路国军1000余人，拖住了左路国军大部，策应了新开岭方向作战。辽东军区独立第1师于庄河县以西、盖平县熊岳以南，歼新六军第14师、第六十军第184师1500余人，拖住了右路国军大部。辽宁军区保安第3旅在宽甸县掩护四纵的东侧安全。

## 结果与影响
安东会战虽然“千里驹师”第25师被歼，但杜聿明的会战计划基本顺利完成。因此杜聿明认为这是东北战场国军进攻的巅峰。随后的四保临江战役国军虽握有战略进攻主动权，但未能取胜，攻守之势异手。
安东会战虽使东北民主联军失去了辽东、辽南大片解放区，退缩至长白山以南的临江、濛江、长白、抚松4县，但新开岭战役为辽东军区战略调整赢得了时间，为“四保临江”奠定了基础。东野第四纵队司令部1948年7月写的《新开岭歼敌二十五师总结》认为新开岭战役的胜利，仰赖四纵全体指战员“勇敢顽强作战，不怕伤亡，死打硬拼，上下一心，坚决执行林总及中央集中兵力歼灭敌人的指示，并积极负责坚持决心，坚决执行命令，咬得住牙，连续行军作战，不顾疲劳克服困难所得。”
出身于第25师的国军将领张晴光在回顾该战时认为，杜聿明指挥的安东会战之所以失败，一是犯了平均用兵的错误，三路进攻的国军兵力平均，没有重点；二是杜聿明只顾占领更多的城镇，却没有将消灭共军主力作为主要作战目标；三是战区预备队新22师，由本溪宫原以摩托化方式驰援第25师，由于惧怕重蹈第25师覆辙，竟然3昼夜不能到达。国军与共军作战“打则打不到共军，被围却跑不了，最后多被消灭……部队只能分不能合，算战区总兵力，比共军多、比共军强。但共军在战场上攻防，比我们兵力在战斗中大三、四倍，占绝对优势。原因是他能集结这一战区百分之百的兵力，我则一个兵团、一个军，分离得远远，集结不到一起。结果是‘解围攻不动，突围突不开’......只能进，不能退，请示再请示，不敢独断专行......有谁敢发觉共军部队合围之初，不待命令，放胆突围？多是被围之前表示勇敢，要与阵地共存亡；被围之后，一再呼救，请求解围。上级一再指示‘坚守待援’......结果是我军全军覆没。”
杜聿明的参谋长赵家骧，五十年代在台湾回忆总结国军在东北的失败：“当主力攻略安东时，掩护后方的第二十五师向靉阳边门隘路进出之际，遭遇匪之节节截击，我主力进展过速形成分离态势，无法救援。该师终于陷入匪军之包围，全军覆没，为我军在东北失利之肇端。此后国军攻势力量，再衰三竭：攻势既超过顶点，力量渐趋于降低。匪察知我方兵力捉襟见肘，乃悍然发动长、吉之攻击。东北局势，从此逆转......此后国军攻势力量，再衰三竭:攻势既超过顶点，力量渐趋于降低”
唐洪森《国共争战大东北》评价此役：

“此役结果，即使对日后继续坚持南满根据地和敌后斗争，也产生很深远的影响。首先，第四纵队以8个团的兵力取得歼敌1个整师的战绩，极大地鼓舞了士气，锻炼和培养了部队英勇顽强、死打硬拼的战斗作风，充分认识到了集中兵力在运动战中消灭敌人有生力量方针的正确，在思想上树立起战胜敌人、克服困难的信念。这为（以后）参加诸次保卫临江战斗，在异常艰苦的条件下，能始终保持部队高昂的士气，机动灵活地灭敌，打下了牢固的素质基础。其次，有力地打击了国民党军进攻气势，扰乱了其进攻南满解放区核心区域的时间表。当时正向新开岭增援之敌新二十二师，已到达距战场仅15公里处，闻悉第二十五师覆灭，即停止在双岭子地带徘徊3天未敢前进。其余各路国民党军也由快进转慢来，由分散冒进到以师为单位集团缓进，由轻视民主联军战力而转变为惧战。同时，敌人由于整师损失，进攻临江的兵力颇感不足，为辽东军区部队逐次打败敌之进攻创造了有利的战争条件。再次，在战局异常紧张时刻，争取了极为宝贵的时间，保障了辽东的党政军群机关和大批战略物资向临江方向安全转移。从10月19日敌进攻起，至12月2日辽东军区两个主力纵队会合，共争取到44天有效时间，使后方机关人员和新开岭战斗伤员安全转运，大部分资财未受损失，保持了部队战力。同时由于迟滞了敌军进攻速度，亦使辽东军区得以重新筹划作战部署，及时地调动部队设防，从而，为迎接陈云、萧劲光赴任南满最高领导做了准备。”

新开岭战役的胜利，也为东北局、东北民主联军总部10月31日坚持南满的决定，以及七道江会议与会者中占少数的“坚持派”，提供了最有说服力的依据。
1946年11月3日，中央军委、毛泽东致电辽东军区：“（一）庆祝你们歼灭敌人一个师的大胜利。望对有功将士传令嘉奖。（二）这一胜仗后南满局势开始好转，望集中兵力，争取新的歼灭战胜利。”11月3日，东北民主联军总部致电辽东军区萧华、程世才，传令嘉奖辽东军区部队全体指战员。
11月9日，中央军委、毛泽东总结了新开岭战役的经验教训，致电辽东军区司令员兼政治委员萧华、第二政治委员江华、副司令员兼第三纵队（兼辽宁军区）司令员程世才、副政委兼三纵政治委员罗舜初并告林彪及西满、东满：

“你们此次作战经验很好。（一）第一次集中五个团打二十五师未能奏效【按：10月27日双岭子之战】，第二次集中八个团打该师，就胜利了。以后作战凡打大一点的仗，总要集中10团、8团兵力，最好能集中12个团打，以期必胜。这是战役上的集中兵力。（二）战术上亦必须集中兵力。你们31日包围敌二十五师，1日9次攻击皆未奏效，2日拂晓集中炮火攻破南北山一点，从此扩大战果，即于半日内将该师全部歼灭。而后作战每次均需采用此种方法。”